# Otto Reinebeck
Otto Reinebeck (* 18. Januar 1883 in Kletzke in der Provinz Brandenburg; † 10. März 1946) war ein deutscher Diplomat.

## Leben
Otto Reinebeck war ein Sohn des Tischlers Wilhelm Reinebeck und der Dorothea Assmus. Er bestand 1904 die erste Lehrerprüfung für die Aufnahme in den preußischen Schuldienst. Drei Jahre später begann er seine Tätigkeit im Auslandsschuldienst in Saloniki und wurde 1912 Direktor der deutschen Schulanstalten in Galatz in Rumänien. Nach dem Militärdienst im Ersten Weltkrieg trat er 1920 in den auswärtigen Dienst ein, wurde 1922 Vizekonsul in Kattowitz und war von 1924 bis 1927 Konsul in Preßburg. In der Slowakei, die damals zur Ersten Tschechoslowakischen Republik gehörte, verfolgte er einen Divide-et-impera-Ansatz. Die Slowakische Volkspartei hielt er jedoch für unzuverlässig für die deutsche Außenpolitik in der Tschechoslowakei.
Im Jahr 1928 war er persönlicher Referent des Reichsministers Julius Curtius und wurde 1929 zum Vortragenden Legationsrat befördert. Von 1932 bis 1936 war er Botschafter in Estland, danach Generalkonsul in Posen und 1937 bis 1941 Botschafter in Guatemala mit Zuständigkeit auch für Honduras, El Salvador, Panama, Costa Rica und Nicaragua. Anschließend war Reinebeck als Lateinamerikaexperte im Auswärtigen Amt eingesetzt. Von Dezember 1944 bis Kriegsende war er Leiter der Ausweichstelle Sigmaringen der deutschen Botschaft in Frankreich. Reinebeck trat zum 1. Januar 1934 der NSDAP bei (Mitgliedsnummer 3.398.360).